# رمزي جرمود
رمزي جرمود (بالفرنسية: Ramzi Jarmoud)‏، هو مدرب تونسي من مواليد 30 نوفمبر 1980 بمدينة بنقردان، وهو لاعب سابق لنادي الاتحاد الرياضي ببنقردان.

## وصلات خارجية
- صفحة رمزي جرمود على موقع كوووة.